# Barra (Gambia)
Barra (frühere Name Barrinding) ist eine Ortschaft mit historischer Bedeutung im westafrikanischen Staat Gambia.
Nach einer Berechnung für das Jahr 2013 leben dort etwa 5799 Einwohner, das Ergebnis der letzten veröffentlichten Volkszählung von 1993 betrug 4257.

## Geographie
Der Ort liegt bei in der North Bank Region, Distrikt Lower Niumi, an der Mündung des Flusses Gambia in den Atlantischen Ozean, dem Barra Point, ungefähr fünf Kilometer Luftlinie von Banjul entfernt.

## Geschichte
Großbritannien hatte mit dem Slave Trade Act 1807 den Sklavenhandel verboten und erwarb im Jahr 1816 die Niederlassung St. Mary’s Island und errichtete dort die Siedlung Bathurst (heute Banjul).
Sie errichteten im Jahr 1826 Fort Bullen, dass nach dem Kommandanten Charles Bullen benannt war, auf der anderen Seite der Flussmündung und kontrollierten damit zusammen mit der Six-Gun Battery in Bathurst, die Mündung des Gambia-Flusses um den Sklavenhandel zu unterbinden.
Ende November 2019 legte ein ehemaliges Fischerboot in Barra ab, mit dem etwa 195 Menschen zu den Kanarischen Inseln übersetzen wollten. Das Schiff verunglückte wenige Tage später vor der Küste Mauretaniens, wobei mindestens 62 der Passagiere starben. Mehrere Dutzend Passagiere stammten aus Barra und Umgebung.

## Wirtschaft und Infrastruktur
Verkehr
Nach Westen gibt es die Fährverbindung Banjul–Barra, die alle 90 Minuten nach der Hauptstadt Banjul an der anderen Seite des Flusses verkehrt. Als Fähranlegestelle ist Barra von Banjul aus eine wichtige Station, um die Gebiete in der North Bank Division zu erreichen, also die historischen Stätten Albreda und Juffure sowie die anderen größeren Städte über die North Bank Road, wie Kerewan, Salikenne und Farafenni nördlich des Gambia-Flusses. Ferner führt eine Fernstraße nördlich nach Senegal, die sich als senegalesische N 5 fortsetzt und über Kaolack bis nach Dakar geht.

## Kultur und Sehenswürdigkeiten
Weltkulturerbe
Mit Kunta Kinteh Island und zugehörige Stätten wurden gleich sieben Objekte zusammengefasst und ist seit 2003 als UNESCO-Weltkulturerbe eingestuft. In der Nähe von Barra liegt das Fort Bullen, von dem aber nur Ruinen vorhanden sind.

## Söhne und Töchter des Ortes
- Deyda Hydara (1946–2004), Journalist
- Abubacarr Gaye (1951–2010), Mediziner und Politiker